# نقش‌برجسته‌های کوهستانی کوچری
نگارکندهای کوهستانی کوچری مربوط به هزاره سوم قبل از میلاد تا دوره معاصر است و در شهرستان گلپایگان، بخش مرکزی، روستای کوچری واقع شده و این اثر در تاریخ ۱۹ مرداد ۱۳۸۴ با شمارهٔ ثبت ۱۲۹۵۹ به‌عنوان یکی از آثار ملی ایران به ثبت رسیده است.